# Lyssomanes miniaceus
Lyssomanes miniaceus là một loài nhện trong họ Salticidae.
Loài này thuộc chi Lyssomanes. Lyssomanes miniaceus được Peckham & Wheeler miêu tả năm 1889.